# Calocolobopterus magnicornis
Calocolobopterus magnicornis är en skalbaggsart som beskrevs av Bordat 1992. Calocolobopterus magnicornis ingår i släktet Calocolobopterus och familjen Aphodiidae. Inga underarter finns listade.